# 17e régiment de dragons
Le 17e régiment de dragons (ou 17e RD), est une unité de cavalerie de l'armée française, créé sous la Révolution à partir du régiment de Schomberg dragons, un régiment de cavalerie français d'Ancien Régime. Il est licencié à la chute du Premier Empire. Recréé en 1871, il combat pendant la Première Guerre mondiale à l'issue de laquelle il est dissout. Il est enfin transitoirement recréé en juin 1940 pendant la Seconde Guerre mondiale.

## Création et différentes dénominations
- 1er janvier 1791 : le régiment de Schomberg dragons est renommé 17e régiment de dragons
- 1814 : renommé 12e régiment de dragons
- 1815 : renommé 17e régiment de dragons
- 1815 : licencié
- 1871 : recréé comme 17e régiment de dragons
- 1919 : dissous
- 1940 : recréé comme 17e régiment de dragons portés puis dissous.

## Historique des garnisons, combats et batailles

### Guerres de la Révolution et de l’Empire
- 1792 :
  - 1er décembre : Armée de la Moselle, expédition de Trèves
- 1793 :
  - 26 décembre : 2e bataille de Wissembourg
- An VI :
  - Armée de Rhin-et-Moselle
- 1799
  - 25 mars Bataille de Stockach
- 1805 : Campagne d'Allemagne
  - Bataille de Haslach-Jungingen
  - 2 décembre : Bataille d'Austerlitz
- 1806 : Campagne de Prusse et de Pologne
  - 14 octobre : Bataille d'Iéna
- 1807 :
  - 8 février : Bataille d'Eylau
- 1813 : Campagne d'Allemagne
  - 16-19 octobre : Bataille de Leipzig

Le régiment est licencié en 1815.

### De 1871 à 1914

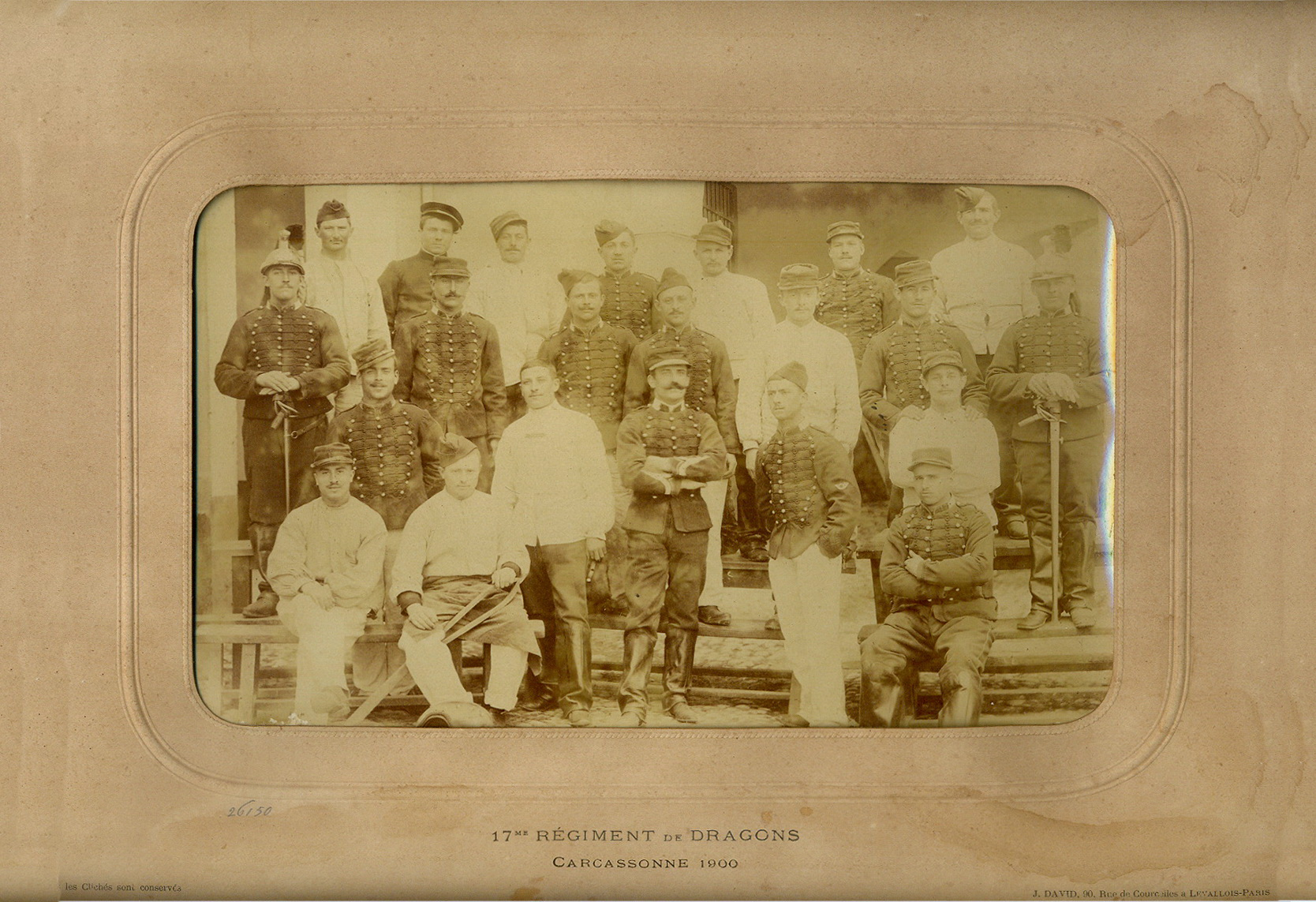
Le 17e régiment de dragons photographié à Carcassonne par Jules David en 1900

Le régiment est recréé en septembre 1871, par changement de nom du 5e régiment de lanciers (ex-chasseurs du Cantal). Il tient garnison à Carcassonne jusqu'en août 1907, puis à Vienne jusqu'à début avril 1914 et enfin à Auxonne à partir du 8 avril 1914.

### Première Guerre mondiale
- Constitution à Auxonne en 1914 : environ 1 000 hommes et 750 chevaux.
- Le régiment est dissout en 1919[réf. souhaitée].

### Seconde Guerre mondiale
Pendant la bataille de France, il est décidé le 12 juin 1940 la création du 17e régiment de dragons portés, à partir de cavaliers disponibles des groupes de reconnaissance de division d'infanterie (notamment du 94e GRDI), renforcés par d'autres éléments de la cavalerie. Le 17e RDP rejoint le 15 juin 1940 la 3e division légère mécanique.

## Chefs de corps
- 1791 : colonel Marie Pierre Hippolyte de Monyer de Prilly (*) ;
- 15 juillet 1792 : chef de brigade Charles Hyacinthe Leclerc de Landremont (**) ;
- 5 octobre 1792 : chef de brigade François Louis Kuder ;
- 23 décembre 1793 : chef de brigade François André ;
- 23 juin 1794 : chef de brigade Joseph Nicolas Saint-Dizier, tué à la bataille de Haslach-Jungingen le 11 octobre 1805
- 27 février 1806 : colonel Frédéric Auguste de Beurmann ;
- 1809 : major Jean Edouard Henri d'Haubersart ;
- 14 octobre 1811 : colonel Albert François Joseph Larcher ;
- 8 février 1813 : colonel Joachim Hippolyte Lepic (*) ;
- 14 avril 1815 : colonel Louis, baron La Biffe ;

- 1880 : colonel Chaumereau de Saint-André[2]
- 1887 : colonel De Lagréné

- 1er août 1914 à août 1916 : colonel D'Amonville

## Étendard
Il porte, cousues en lettres d'or dans ses plis, les inscriptions suivantes :
- Valmy 1792
- Moskova 1812
- Bautzen 1813
- Dresde 1813
- Champaubert 1814
- Alsace 1914
- Flandres 1918

Le régiment est cité à l'ordre de l'armée le 12 mars 1919 et son drapeau est donc décoré de la croix de guerre 1914-1918 avec une palme.

## Personnages célèbres ayant servi au17erégimentde dragons
- Charles Auguste Philippe Le Fort, lieutenant-colonel au régiment en 1791 ;
- Étienne Legrand, lieutenant au 17e dragons en 1792 ;
- Paul-Alexis Dubois, lieutenant-colonel au 17e dragons en 1793 ;
- Joseph Nicolas Saint-Dizier, chef de brigade en 1794 ;
- Joseph Thomas Ledée, chef de brigade au 17e dragons en 1795 ;
- Étienne Guyot, chef d'escadron au régiment en 1799 ;
- Marie Antoine de Reiset, au régiment en 1801 ;
- Antoine Baron, au régiment en 1802 ;
- Joseph Bouvier des Éclaz, major du 17e dragons en 1803 ;
- Charles-Philippe Leopold, au régiment en 1804, colonel sous l’Empire, chevalier de l’Empire ;
- François Grouvel, major du régiment en 1805 ;
- Frédéric Auguste de Beurmann, colonel en 1806 ;
- Charles de Bryas, sous-lieutenant au 17e dragons en 1808 ;
- Jean Edouard Henri d'Haubersart, major en 1809 ;
- Albert François Joseph Larcher, colonel au régiment en 1811 ;
- Marie Joseph Eugène Bridoux, sous-lieutenant au 17e dragons en 1877 ;
- Émile Taufflieb, lieutenant au 17e dragons en 1879 ;
- Paul Quiquerez, lieutenant ayant servi au 17e dragons à Carcassonne, mort en 1891 au cours d'une mission d'exploration en Côte d'Ivoire[7] ;
- Gaston Duffour, en 17e dragons en 1911 ;
- Jean Flavigny, général d'armée, capitaine au régiment en 1913.

## Sources et bibliographie
- Historique du 17e régiment de dragons, Dijon, Imprimerie Jobard, 1920, 34 p., lire en ligne sur Gallica.